# 나이지리아의 국장

나이지리아의 국장

나이지리아의 국장은 1960년 5월 20일에 제정되었으며 현재의 국장은 1979년에 수정되었다.
국장 가운데에는 하얀색 Y자가 새겨진 검은색 방패가 그려져 있다. 하얀색 줄무늬는 나이지리아를 흐르는 2개의 큰 강인 베누에강과 나이저강을 의미하며 검은색 방패는 나이지리아의 비옥한 땅을 의미한다. 방패 양쪽에 그려진 두 마리의 하얀색 말은 존엄을 의미한다. 국장 아래쪽에는 나이지리아의 국화인 크로커스가 그려져 있다.
방패 위쪽에 그려져 있는 하얀색과 초록색 두 가지 색으로 구성된 띠는 농업을, 빨간색 독수리는 역량을 의미한다. 방패 아래쪽에 있는 노란색 리본에는 나이지리아의 나라 표어인 "통일과 신념, 평화와 진보"("Unity and Faith, Peace and Progress")가 영어로 쓰여져 있다.

## 그 외의 문장

나이지리아의 대통령 문장
나이지리아의 부통령 문장
나이지리아 하원 문장
나이지리아 상원 문장

## 이전의 국장

나이지리아의 국장 (1960년 ~ 1979년)

## 같이 보기
- 나이지리아의 국기